# Coptophylla
Coptophylla är ett släkte av spindeldjur som beskrevs av Hartford Hammond Keifer 1944. Coptophylla ingår i familjen Eriophyidae.
Släktet innehåller bara arten Coptophylla borealis.